# Урбукан (река)
Урбукан — река в России, протекает по Бурятии, в Северо-Байкальскому району, Баргузинском заповеднике. Впадает в озеро Байкал.

## География
Длина реки составляет 5 км (от истока Правого Урбукана — 26 км).
Образуется слиянием Левого и Правого Урбукана в 4,5 км в востоку от мыса Урбукан и течёт на северо-запад. Ширина реки в нижнем течении — 9—10 м, глубина — 0,5 м, дно каменистое, скорость течения — 0,9 м/с.
Поселения на берегах реки отсутствуют. С левой стороны от устья, у берега Байкала располагается зимовье.
Река с востока впадает в озеро Байкал.
Протекает преимущественно в гористой местности, устье низменное. Климат резко континентальный.

## Основные притоки
По расстоянию от устья:
- 5 км — Левый Урбукан (левый)[5] 54°47′09″ с. ш. 109°41′32″ в. д.HGЯO
- 5 км — Правый Урбукан (правый)

## Данные государственного водного реестра
По данным государственного водного реестра России и геоинформационной системы водохозяйственного районирования территории РФ, подготовленной Федеральным агентством водных ресурсов:
- Бассейновый округ — Ангаро-Байкальский
- Речной бассейн — бассейны малых и средних притоков средней и северной части озера Байкал
- Речной подбассейн — отсутствует
- Водохозяйственный участок — бассейны рек средней и северной части озера Байкал от восточной границы бассейна реки Ангара до северо-западной границы бассейна реки Баргузин.